# Pommerheld
Koordinaten: 50° 9′ 57″ N, 7° 13′ 57″ O
Pommerheld ist ein Naturschutzgebiet im Landkreis Cochem-Zell in Rheinland-Pfalz. Das etwa 243 ha große Gebiet liegt im Bereich der Ortsgemeinden Klotten, Pommern und Treis-Karden direkt an der nördlich fließenden Mosel.
Schutzzweck ist die Erhaltung dieses Gebietes mit seinen Wasserflächen, Flussufer-, Niederungs- und Hangzonen als Lebensraum für in ihrem Bestand bedrohte Tierarten, insbesondere für seltene Vogelarten und als Standort für seltene Pflanzenarten aus wissenschaftlichen Gründen.